# Паризька Поліглотта
Паризька Поліглотта (фр. Polyglotte de Paris) — 9-томне видання Біблії у вигляді поліглотти 7 мовами, розпочате в 1628—1645 роках у Франції з ініціативи адвоката Паризького парламенту Гі Мішеля Леже. Третя з «великих поліглотт», виданих в XVI—XVII століттях (після Комплютенської і Антверпенської). Незважаючи на високу поліграфічну якість і ретельну редакторську роботу, Паризька Поліглотта не отримала широкого розповсюдження. Через поділ різномовних версій Святого Письма по томах великого формату і вагу, Поліглоттою було незручно користуватись; був відсутній науковий і довідковий апарат, а також словники та граматика біблійних мов. Тривалість роботи спустошила її творців; значна частина друку так і не була реалізована. Невдача друкування Паризької Поліглотти привела до створення Лондонського видання.

## Передісторія
Проект нової Поліглотти, що містила тексти східними мовами, був запропонований в Римі епохи Контрреформації, коли католицька церква шукала в стародавніх текстах доказ легітимності свого положення в християнському світі і монополії на владу. Для боротьби проти протестантизму розглядалися проекти об'єднання під владою Риму східних церков; видання Біблії східними мовами розглядалося як важливе богословське і політична справа. Для підготовки церковнослужителів, які володіють східними мовами, у 1584 році Папа Римський Григорій XIII заснував в Римі маронітську колегію. У тому ж році Папа звелів приступити до видання текстів, службовців для «спростування і розвінчання схизматиків і єретиків на Сході», це було покладено на родину Медічі.
Ідея видання базувалася на біблійних багатомовних склепіннях XVI століття: Комплютенській і Антверпенській Поліглоттах. Першим ініціатором Паризького видання був італійський теолог-сходознавець Джамбаттиста Раймонд, який запропонував опублікувати Біблію 6 мовами східного християнства — сирійському, арабською, перською, коптською, ефіопського і церковнослов'янською. Ці мовні версії слід під'єднати до формату Антверпенского видання. Проект був підтриманий наступним Папою Римським Сікстом V. Однак надалі увагу Папи було зайнято зразковим виданням Вульгати, а після його смерті від багатомовної Біблії зовсім відмовилися.
Дж. Раймонді намагався зацікавити своїм проектом герцога Тосканського Фердинанда в 1593 році, сподіваючись хоча б здійснити арабське і сирійське видання для «окатоличення Сходу», але безуспішно. У 1610 році він знову оприлюднив план видання Поліглотти, використовуючи мотиви наукової праці: Біблія повинна бути оснащена словниками і граматиками. Його підтримав, повернувшись у 1608 році зі Стамбула, французький посол де Брев, який об'їхав увесь Левант і Північну Африку і був добре знайомий з східними християнськими церквами. Де Брев заснував в Римі друкарню, що розташовувала арабським, сирійським і перськими шрифтами. Він же залучив до роботи двох випускників маронітської колегії в Римі, в їх числі був Габріель Сіоніта. З січня 1615 року ці фірми переїхали в Париж, де де колод зацікавив проектом королеву Марію Медічі і оголосив про початок друкування П'ятикнижжя. Однак до 1618 року де Брев виявився в опалі, видання східній Біблії перейшло в руки маронітів, які не мали в Парижі покровителів.

## Видання Паризької Поліглотти
Спроби видання, розпочаті в 1619 році, провалилися через суперечки між маронітськими вченими, смерті кількох покровителів проекту і вичерпання коштів. Основну текстологічну працю робив Габріель Сіоніта, який власним коштом у 1625 році опублікував латино-сирійську Псалтир. Лише у 1627 році Гі Мішель Леже, який цікавився східними мовами і мав кошти, звернувся до проекту поліглотти, яка була схвалена Папою Урбаном VIII. Технічну сторону справи взяв на себе друкар Антуан Витре, який в 1630 році отримав звання королівського друкаря. Перші пробні сторінки були віддруковані ще в березні 1628 року, офіційно видання було затверджено Асамблеєю галльських кліриків 24 січня 1636 року. Габріель Сіоніта відповідав за видання сирійського і арабського тексту, вперше в видавничій практиці цілком забезпечивши їх огласовками. Через різноманітні конфлікти і затримки друкування Паризької поліглотти тривало 17 років і офіційно завершилося 1 жовтня 1645 року.
Видання обійшлося Леже в 300 000 франків; вже в 1646 році Мазаріні подарував йому 19 000 ліврів, що було абсолютно недостатньо для компенсації витрат. Паризька Поліглотта виявилася провальною у фінансовому відношенні і викликала критику через помилки. У значній частині вона була простим відтворенням текстів Антверпенської Поліглотти Плантена; практично не проводилося текстологічної роботи, тексти друкувалися по випадковим рукописам. Побудова видання була дуже незручною: томи були великого формату і ваги, а для порівняння різних версій тексту доводилося звертатися до різних томів. Крім того, був відсутній науковий апарат і словники. Провал Паризького видання, незважаючи на його високу поліграфічну якість, підштовхнув до життя проект Лондонської Поліглотти.

## Склад видання
Паризька Поліглотта складалася з 9 томів, формату так званого «імперського фоліо» (тобто збільшеного — 500 × 338 мм); том 5 було розділено на два напівтоми. Головною незручністю видання стало те, що біблійні книги публікувалися не у відповідності з їх порядком. Головною метою нового видання стало доповнення Комплютенської і Антверпенської Поліглотт текстами сирійського і арабського перекладів, а також самаритянських Пятикнижжям і додатковими таргумами. Одночасно вирішувалися апологетичні цілі: Паризька Поліглотта повинна була наочно доводити перевагу Вульгати. Разом з тим ніякі наукові і навчальні завдання не враховувалися редакторами Поліглотти, вона не мала наукового і порівняльного апарату. Однак її значення для біблійної текстології важко переоцінити: в її складі вперше побачили світ Сирійський Старий Завіт, самаритянське П'ятикнижжя і арабський переклад Біблії цілком.
Томи 1-4 містили текст перших п'яти томів Антверпенської Поліглотти в тому ж самому порядку, тобто Старий Завіт на івриті (ліворуч) і паралельний текст Вульгати (праворуч), на правій сторінці у два стовбчика — текст Септуагінти (праворуч) і паралельний латинський переклад (ліворуч). У «підвалі» лівої сторінки друкувався текст арамейською мовою (Таргум Йонатана) та його латинський переклад — у «підвалі» правої сторінки.
Новий Завіт, що вийшов в 1630—1633 роках, складений з двох напівтомів. Перший напівтом містив: Четвероєвангеліє надруковано окремо грецькою і за Вульгатою (її текст набраний курсивом), а також Пешіттою з латинським перекладом, в «підвалі» містилася арабська версія. Другий напівтом складають книги Нового Заповіту від Дій Апостолів до Апокаліпсису. Сирійський Новий Завіт примітний: спочатку в нього не входили малі Соборні листи і Апокаліпсис, але Габріель Сіоніта включив їх в текст за власним перекладом; ці вставки потім були відтворені і в Лондонській Поліглотті.
Тома 6-9 містили самаритянський, сирійський і арабський переклади Старого завіту. Вони будувалися в такий спосіб:
- том 6 — П'ятикнижжя: ліворуч Пешітта з латинським перекладом, праворуч — арабський переклад з паралельним латинським текстом, в «підвалі» сторінки — ліворуч самаритянський Таргум, праворуч — самаритянськие П'ятикнижжя;
- том 7 — історичні книги Старого Завіту сирійською і арабською мовами з паралельним латинським перекладом;
- том 8 — переважно другоканонічні книги в тому ж порядку;
- том 9 — пророчі книги від Ісаї до Малахії (Книга Данила тільки арабською). Тут Макавейські книги (тільки в арабському перекладі), але Друга книга Макавеїв — не в канонічному варіанті[13].

Масоретський текст, таргуми, Септуагінта і Вульгата друкувалися по Королівській Біблії Плантена, латинські паралельні переклади запозичувалися звідти ж. Самаритянське П'ятикнижжя було першодруком за рукописом XIV століття, придбаним в Дамаску П'єтро делла Валле в 1616 році. Самаритянський Таргум друкувався за іншим рукописом, який також привіз делла Валле. Старий Завіт Пешітти і арабський Старий Завіт були опубліковані вперше за рукописами, які до цього часц збереглися в Національній бібліотеці Франції.
У першому томі було розміщено коротку передмову, написану Жаном Моріном, з якої випливає, що укладачі Поліглотти вважали самаритянський текст старше за масоретський, а таргуми мають перевагу перед Танахом через їх месіанську спрямованость, яка відрізнялася від єврейського тексту. Складання Старого Завіту Пешітти зводилося за часів царя Соломона, а Нового Завіту — до часів апостолів. Також редактори вважали, що Книга Іова і Євангеліє від Марка спочатку були написані сирійською мовою, арабський переклад датований IV століттям. Таким чином, вони повинні були підтверджувати непогрішність і найвищу точність тексту Вульгати.